# 86-XX
Classificazione delle ricerche matematiche: sezioni di livello 1

00-XX 01 03 05 06 08 | 11 12 13 14 15 16 17 18 19 20 22 | 26 28 30 31 32 33 34 35 37 39 40 41 42 43 44 45 46 47 49 | 
 51 52 53 54 55 57 58 | 60 62 65 68 | 70 74 76 78 | 80 81 82 83 85 86 | 90 91 92 93 94 97-XX
86-XX è la sigla della sezione primaria dello schema di classificazione
MSC dedicata alla matematica nella geofisica.
La pagina attuale presenta la struttura ad albero delle sue sottosezioni secondarie e terziarie.

## 86-XX
geofisica
[vedi anche 76U05, 76V05]
- 86-00 opere di riferimento generale (manuali, dizionari, bibliografie ecc.)
- 86-01 esposizione didattica (libri di testo, articoli tutoriali ecc.)
- 86-02 presentazione di ricerche (monografie, articoli di rassegna)
- 86-03 opere storiche {!va assegnato almeno un altro numero di classificazione della sezione 01-XX}
- 86-04 calcolo automatico esplicito e programmi (non teoria della computazione o della programmazione)
- 86-05 articoli sperimentali
- 86-06 atti, conferenze e collezioni
- 86-08 metodi computazionali

## 86Axx
geofisica
[vedi anche 76U05, 76V05]
- 86A04 generale
- 86A05 idrologia, idrografia, oceanografia [vedi anche 76Bxx, 76E20, 76Q05, 76Rxx, 76U05]
- 86A10 meteorologia e fisica atmosferica [vedi anche 76Bxx, 76E20, 76N15, 76Q05, 76Rxx, 76U05]
- 86A15 sismologia
- 86A17 dinamica globale, problemi dei terremoti
- 86A20 potenziali, prospezione del terreno
- 86A22 problemi inversi [vedi anche 35R30]
- 86A25 geoelettricità e geomagnetismo [vedi anche 76W05, 78A25]
- 86A30 geodesia, problemi di cartografia
- 86A32 geostatistica
- 86A40 glaciologia
- 86A60 problemi geologici
- 86A99 argomenti vari